# 5050 Doctorwatson
5050 Doctorwatson este un asteroid din centura principală de asteroizi.

## Descriere
5050 Doctorwatson este un asteroid din centura principală de asteroizi. A fost descoperit pe 14 septembrie 1983 la Stația Anderson Mesa de Edward L. G. Bowell. Asteroidul prezintă o orbită caracterizată de o semiaxă mare de 2,40 ua, o excentricitate de 0,12 și o înclinație de 0,9° în raport cu ecliptica.